# Jumpin'
JUMPIN'（ジャンピン）は、『テレビ金沢アイドルプロジェクト』で選ばれた、石川県を中心に2013年から2020年まで活動していた日本の女性アイドルグループ。アドバンス社所属。
なお、当項目では、アドバンス社により2021年に新たに結成された「石川元気応援隊 ジャンピン」についても記述する。

## 概要
モデルエージェンシー アドバンス社が立ち上げた、アイドルグループ。2012年（平成29年）に行われた「テレビ金沢アイドルプロジェクト」の合格者10名により結成。石川県を拠点としたアイドル活動を通じ石川県を全国に発信、そして石川県を元気にしていくことが基本コンセプトである。

## 来歴

### Jumpin'時代
2013年（平成25年）3月30日にテレビ金沢主催「金沢ガールズフェスティバル2013」オープニングアクトとして「石川県元気応援隊 Jumpin'」として正式デビュー。4月1日に「となりのテレ金ちゃん」と「花のテレ金ちゃん」の2代目オープニングテーマ曲が決定（2015年3月27日まで使用された）。7月7日、2期生（阿部夢梨・今垣李華）が加入したため、メンバーは12人に。9月22日、東京で活動するため、浜田彩加が卒業。12月25日、BSスカパー!主催「ご当地アイドルお取り寄せ図鑑」で準優勝する。
2014年（平成26年）3月29日、3期生（荒木汐奈・石川優愛・今垣葵香・笠谷姫菜・加波和奏・辻井采々良、宮岸ななか）が加入。グループ最多の18人となる。4月7日、レギュラーコーナー「Jumpin'と歌おう!」がスタート。9月30日、新たなステージに活動するため沖本里緒が卒業。11月27日、石川トヨタ自動車の「ESQUIRE（エスクァイア）」TVCMがオンエアされる。12月30日、『アイドル楽曲大賞～地方インディーズ部門』で「BYUUUNN!!」が6位に入賞。
2015年（平成27年）3月22日、デビュー2周年スペシャルライブ「Jumpin' 2 the Future!!」開催。阿部夢梨の卒業が発表される。

### JUMPIN'＆SUZUCA時代
2015年4月1日、従来の「石川県元気応援隊 Jumpin'」から「JUMPIN'」に改称し、「SUZUCA」が本格始動。これに伴い2チーム体制になった。「JUMPIN’'」は加賀地方、「SUZUCA」は能登地方を中心とし、ライブを行なう。5月3日「JUMPIN'」のメンバー阿部夢梨が卒業。7月5日、新生「SUZUCA」の1st Single「マーガレット」を配信。8月15日、片山津温泉観光協会公式応援ソングの「キラキラ☆かたやまづ」PVがアップロードされる。
2016年（平成28年）「JUMPIN'」のメンバーであった安達千里・森佑妃・山岸七草香が卒業。以後、加賀地方(JUMPIN')と能登地方(SUZUCA)の別々のライブが無くなり、石川県内でのライブとなった。8月13日・14日、新曲発表イベント「2DAYS SUMMER FESTIVAL」開催。スペシャルゲストとして、13日は5月5日に卒業した、安達千里と山岸七草香、14日は2014年9月30日に卒業した沖本里緒が出演。
2017年（平成29年）3月6日「JUMPIN'」のメンバーであった大西凜が卒業したことが、この日の公式サイトにて公表される。3月7日「SUZUCA」のメンバーである今垣李華・今垣葵香が卒業発表される。これに伴い「SUZUCA」の活動を終了することが発表される。

### JUMPIN'時代
2017年4月1日「SUZUCA」が活動終了。これにより「JUMPIN' JUMP UP ISHIKAWA PROJECTJUMPIN」として統一することになった。4月24日、高畠菜那・麹盛百花が卒業発表される。5月20日、デビュー4周年スペシャルライブ「JUMP 4 JOY!」開催。今垣李華・今垣葵香・高畠菜那・麹盛百花が卒業。これに伴い2期生がいなくなった。4期生として小川結菜・明山梨花・石田るるかが加入した。6月27日、4期生の追加オーディション選考により、矢倉七彩が加入。8月13日、新曲お披露目イベント「SUMMER FESTIVAL 2017」開催。
2018年（平成30年）5月16日「SPECIAL JOINT LIVE」をもって近岡万琳が卒業することが発表される。6月10日、IM Zipとコラボした「SPECIAL JOINT LIVE」開催。近岡万琳が卒業したことにより、1期生は宮岸ももかだけとなった。
2019年（令和元年）6月18日、初の大阪遠征となる、「iDOL BUNCH vol.16」に出演されることが決定される。
2020年（令和2年）1月9日、2020年3月末を以ってグループとしての活動を終了すると発表。「JUMPIN’ FINAL LIVE」の開催予定だったが、2019新型コロナウイルスの影響で中止となった。3月31日21時を以って各種SNS(公式サイト・Ýoutube)を終了した。JUMPIN'解散後、9月15日、ゆいな、りんか、るるかの3人が「すぱぁくる☆」として活動する。

## メンバー

### 解散時のメンバー
| 名前 (よみ)                    | 生年月日（年齢）       | ニックネーム | 加入年月日 (加入期) | 血液型 | 備考                                                       |
| ------------------------------ | ---------------------- | ------------ | ------------------- | ------ | ---------------------------------------------------------- |
| 宮岸ももか （みやぎし ももか） | 2001年10月8日（23歳）  | みやも       | 1期                 | O型    | 妹は宮岸ななか                                             |
| 加波和奏 （かば わかな）       | 2001年8月27日（23歳）  | かばちゃん   | 3期                 | O型    |                                                            |
| 荒木汐奈 （あらき せな）       | 2001年9月16日（23歳）  | せな         | 3期                 | A型    |                                                            |
| 石川優愛 （いしかわ ゆうあ）   | 2002年5月29日（22歳）  | ゆーあ       | 3期                 | O型    |                                                            |
| 笠谷姫菜 （かさたに ひぃな）   | 2003年10月18日（21歳） | ひぃちゃん   | 3期                 | O型    |                                                            |
| 辻井采々良 （つじい ささら）   | 2003年10月8日（21歳）  | ささちゃん   | 3期                 | A型    |                                                            |
| 宮岸ななか （みやぎし ななか） | 2004年6月30日（20歳）  | ななか       | 3期                 | A型    | 姉は宮岸ももか                                             |
| 矢倉七彩 （やくら なない）     | 2005年11月10日（19歳） | なない       | 4期                 | O型    | 2021年8月よりSO.ON project TOKYO 11期生 元トップティーンズ |
| 小川結菜 （おがわ ゆいな）     | 2006年4月19日（18歳）  | ゆいな       | 4期                 | AB型   | すぱぁくる☆                                                |
| 明山梨花 （あきやま りんか）   | 2007年7月14日（17歳）  | りんか       | 4期                 | B型    | すぱぁくる☆                                                |
| 石田るるか （いしだ るるか）   | 2007年12月2日（17歳）  | るるか       | 4期                 | O型    | すぱぁくる☆                                                |

### 元メンバー
| 名前 (よみ)                  | 生年月日（年齢）       | ニックネーム   | 加入年月日 (加入期) | 卒業年月日    | 血液型      | 備考                                                                                          |             |
| Jumpin'時代                  | Jumpin'時代            | Jumpin'時代    | Jumpin'時代         | Jumpin'時代   | Jumpin'時代 | Jumpin'時代                                                                                   | Jumpin'時代 |
| ---------------------------- | ---------------------- | -------------- | ------------------- | ------------- | ----------- | --------------------------------------------------------------------------------------------- | ----------- |
| 浜田彩加 (はまだ さいか)     | 1999年12月27日（25歳） | さいか         | 2013年3月20日 (1期) | 2013年9月22日 |             | 元Cupitron                                                                                    |             |
| 沖本里緒 (おきもと りお)     | 2001年7月18日（23歳）  | りお           | 2013年3月20日 (1期) | 2014年9月30日 | O型         | 元w-Street NAGOYA                                                                             |             |
| JUMPIN'＆SUZUCA時代          |                        |                |                     |               |             |                                                                                               |             |
| 阿部夢梨 (あべ ゆめり)       | 2002年7月29日（22歳）  | ゆめり、ゆめ   | 2013年7月7日 (2期)  | 2015年5月3日  | A型         | 元SUPER☆GiRLS                                                                                 |             |
| 森佑妃 (もり ゆうひ)         | 1998年6月23日（26歳）  | ゆーひ         | 2013年3月20日 (1期) | 2016年5月5日  | A型         |                                                                                               |             |
| 安達千里 (あだち ちさと)     | 1998年5月28日（26歳）  | ちー           | 2013年3月20日 (1期) | 2016年5月5日  | O型         |                                                                                               |             |
| 山岸七草香 (やまぎし なすか) | 1999年1月8日（26歳）   | なすか         | 2013年3月20日 (1期) | 2016年5月5日  | O型         | 元flap-c                                                                                      |             |
| 大西凜 (おおにし りん)       | 2002年11月6日（22歳）  | りん           | 2013年3月20日 (1期) | 2017年3月6日  | A型         | 元風光ル梟、エビ中追加オーデション3次審査まで参加、現LOVE CCiNO                               |             |
| JUMPIN'時代                  |                        |                |                     |               |             |                                                                                               |             |
| 高畠菜那 (たかばたけ なな)   | 2000年2月21日（25歳）  | なな           | 2013年3月20日 (1期) | 2017年5月20日 | A型         | となりのテレ金ちゃん、学生リポーター、元のーてぃねす、2022年度からNHK金沢放送局契約キャスター |             |
| 麹盛百花 (こうじもり ももか) | 2002年7月2日（22歳）   | こじも         | 2013年3月20日 (1期) | 2017年5月20日 | O型         |                                                                                               |             |
| 今垣李華 (いまがき りか)     | 2001年6月22日（23歳）  | りか、りかのん | 2013年7月7日 (2期)  | 2017年5月20日 | B型         | miao/ミャオ、妹は今垣葵香                                                                     |             |
| 今垣葵香 (いまがき あいか)   | 2003年4月11日（21歳）  | あいちゃん     | 2014年3月29日 (3期) | 2017年5月20日 | A型         | 姉は今垣李華、エビ中追加オーデション3次審査まで参加                                           |             |
| 近岡万琳 (ちかおか まりん)   | 2000年7月24日（24歳）  | まりん         | 2013年3月20日 (1期) | 2018年6月10日 | O型         |                                                                                               |             |

## ディスコグラフィ

### JUMPIN'

#### シングル
| # | 配信日         | タイトル                      | 備考                                                                              |
| - | -------------- | ----------------------------- | --------------------------------------------------------------------------------- |
| 1 | 2013年12月14日 | Jumpin’〜ラララパノラマ〜     |                                                                                   |
| 2 | 2013年12月17日 | スマイル方程式                | テレビ金沢『花のテレ金ちゃん』2013年8月エンディングテーマ CDは2013年7月26日に発売 |
| 3 | 2014年1月20日  | BYUUUNN!!                     | テレビ金沢『花のテレ金ちゃん』2014年1月エンディングテーマ                         |
| 4 | 2014年7月21日  | スーパーヒーロー              | 日本赤十字社石川県支部イベントソング                                              |
| 5 | 2014年10月13日 | Magic Magic                   |                                                                                   |
| 6 | 2016年8月13日  | #おもてなしRAINBOW            |                                                                                   |
| 7 | 2017年8月13日  | #美味ッ!!                     |                                                                                   |
| 8 | 2018年6月10日  | ワクワクエスト〜GO FOR IT!!〜 |                                                                                   |

#### ベストアルバム
| # | リリース日   | タイトル             | 収録曲 |
| - | ------------ | -------------------- | --- |
| 1 | 2015年3月1日 | JUMPIN OF THE BEST!! | 1. Jumpin’〜ラララパノラマ〜 2. スマイル方程式 3. BYUUUNN!! 4. スーパーヒーロー 5. Magic Magic 6. 3・2・ワンダフォー!! 7. キラキラ☆かたやまづ 8. すずっチャオ！ 9. BYUUUNN!! 〜Urban Complextro Mix〜 |

#### コンピレーションアルバム
| リリース日                                             | タイトル                                               | 形態                                                   | 規格品番                                               | 収録曲 |                                                        |
| JVCケンウッド・ビクターエンタテインメント/VERSIONMUSIC | JVCケンウッド・ビクターエンタテインメント/VERSIONMUSIC | JVCケンウッド・ビクターエンタテインメント/VERSIONMUSIC | JVCケンウッド・ビクターエンタテインメント/VERSIONMUSIC | JVCケンウッド・ビクターエンタテインメント/VERSIONMUSIC | JVCケンウッド・ビクターエンタテインメント/VERSIONMUSIC |
| ------------------------------------------------------ | ------------------------------------------------------ | ------------------------------------------------------ | ------------------------------------------------------ | --- | ------------------------------------------------------ |
| 2014年6月11日                                          | Girls Pop’n Party -Idol Parade Neo-                    | CD                                                     | VICL-64170                                             | 1. 初恋☆キラーチューン / WHY@DOLL 2. もういっかい！ / ミルクス 3. シークレットマジック / アイリス 4. Two Night Carnival / C-Style 5. 恋の乗車券～Ticket to LOVE～ / ミラクルマーチ 6. Planet Eyes / こけぴよ 7. 私の世界遺産 / 3776 8. BYUUUNN!! / Jumpin' 9. おもいきってI Hold You -So Lucky Remix- / せのしすたぁ 10. はぴらぶ / CAMOUFLAGE 11. HeartLatte / TnyGinA 12. Magic Island / いとしまPR隊 Lovit's! 13. ミルクセーキ大作戦 / MilkShake(ミルクセーキ) |                                                        |

### SUZUCA

#### シングル
| # | 配信日       | タイトル     | 備考 |
| - | ------------ | ------------ | ---- |
| 1 | 2015年7月5日 | マーガレット | -    |

## 出演

### テレビ
- 世界一面白いハズの番組鑑（BSスカパー!）
- ご当地アイドルお取り寄せ図鑑（BSスカパー!）
- Jumpin’と歌おう!（テレビ金沢）

### ラジオ
- こまつびと、我が人生（ラジオこまつ）

### CM
※石川トヨタを除いて現在は視聴できなくなっている。
- 24時間テレビ 「愛は地球を救う」
- 石川県宅地建物取引業協会
- もっともっと!!片山津[13]（片山津温泉観光協会）
- 石川トヨタ×JUMPIN'シリーズ[注 2]（石川トヨタ自動車）
- お旅まつり[15]
- わたしの温泉。片山津。（片山津温泉観光協会）

### 雑誌
- 月刊Audition（白夜書房）
- De☆View（オリコン・エンタテインメント）
- NYLON JAPAN（カエルム発行・トランスメディア発売）
- CDジャーナル（音楽出版社）

### 新聞
- 北國新聞 - 「Jumpin’のわいわい広場」→「JUMPIN'/SUZUCA お仕事探検」
- 福井新聞
- デーリー東北
- 東奥日報

## 石川元気応援隊 ジャンピン
2021年（令和3年）8月、前年に活動休止したJUMPIN'の想いを引き継ぎ、オーディションに合格した11名にて結成。『石川県を元気にしたい！』『石川県の魅力を全国に発信したい！』という想いを胸に、歌とダンスと笑顔を届ける。
モデルエージェンシー アドバンス社所属。
プロデューサーに、いしかわ観光特使でSeattle Standard Caféのボーカリスト・中新賢人を迎える。

### 来歴
2021年（令和3年）7月20日、公式サイト開設。8月に新メンバーを迎えて「石川元気応援隊 ジャンピン」と改名してデビューが決まる。
2021年（令和3年）12月17日、「2021年下半期（第17回）アイドルセレクト10」に選出される。

### メンバー
| 名前 (よみ)                   | 生年月日（年齢）       | ニックネーム | 加入年月日 | 血液型 | 備考 |
| ----------------------------- | ---------------------- | ------------ | ---------- | ------ | ---- |
| 髙屋 花音 （たかや かのん）   | 2009年5月20日（15歳）  | かのん       | 2021年8月  | B型    |      |
| 中井 あい （なかい あい）     | 2010年4月5日（14歳）   | あい         | 2021年8月  | A型    |      |
| 杉山 杏奈 （すぎやま あんな） | 2010年6月1日（14歳）   | あんな       | 2021年8月  | A型    |      |
| 牧野 虹 （まきの こう）       | 2010年11月14日（14歳） | こう         | 2021年8月  | A型    |      |
| 武部 虹奈 （たけべ にいな）   | 2011年1月9日（14歳）   | にいな       | 2021年8月  | B型    |      |
| 髙屋 朱音 （たかや あかね）   | 2011年6月13日（13歳）  | あかね       | 2021年8月  | B型    |      |
| 倉田 心美 （くらた みう）     | 2011年7月20日（13歳）  | みう         | 2021年8月  | AB型   |      |
| 北島 咲 （きたじま さき）     | 2011年9月7日（13歳）   | さき         | 2021年8月  | A型    |      |
| 田中 凜音 （たなか りおん）   | 2012年4月21日（12歳）  | りおん       | 2021年8月  | O型    |      |
| 澤田 永奈 （さわだ えな）     | 2012年8月11日（12歳）  | えな         | 2021年8月  | O型    |      |
| 森村 心羽 （もりむら こはね） | 2011年5月1日（13歳）   | こはね       | 2022年     |        |      |